# Shibuya (Shibuya)

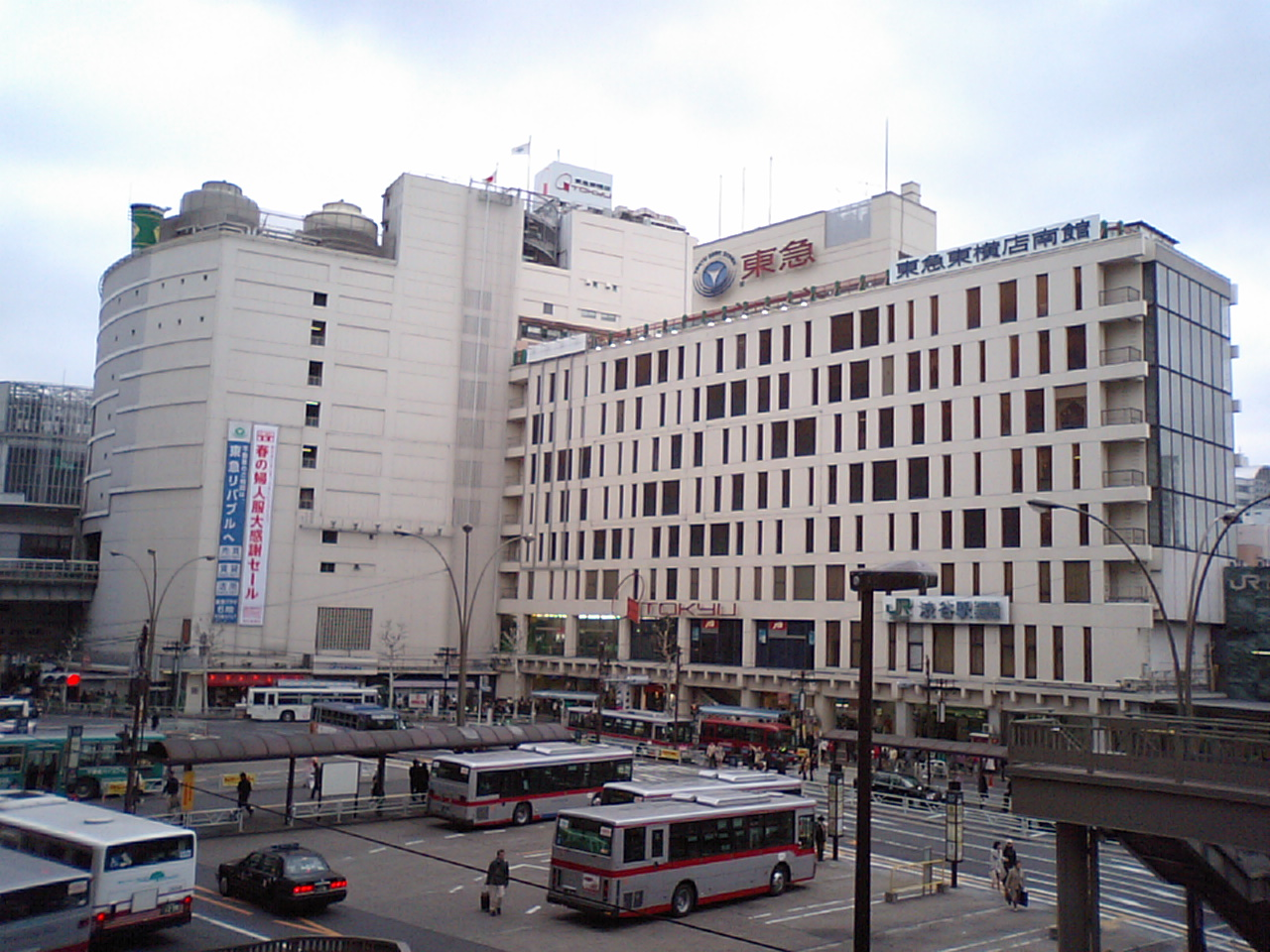
Eines von mehreren Tōkyū-Kaufhäusern in Shibuya; das erste entstand 1934.

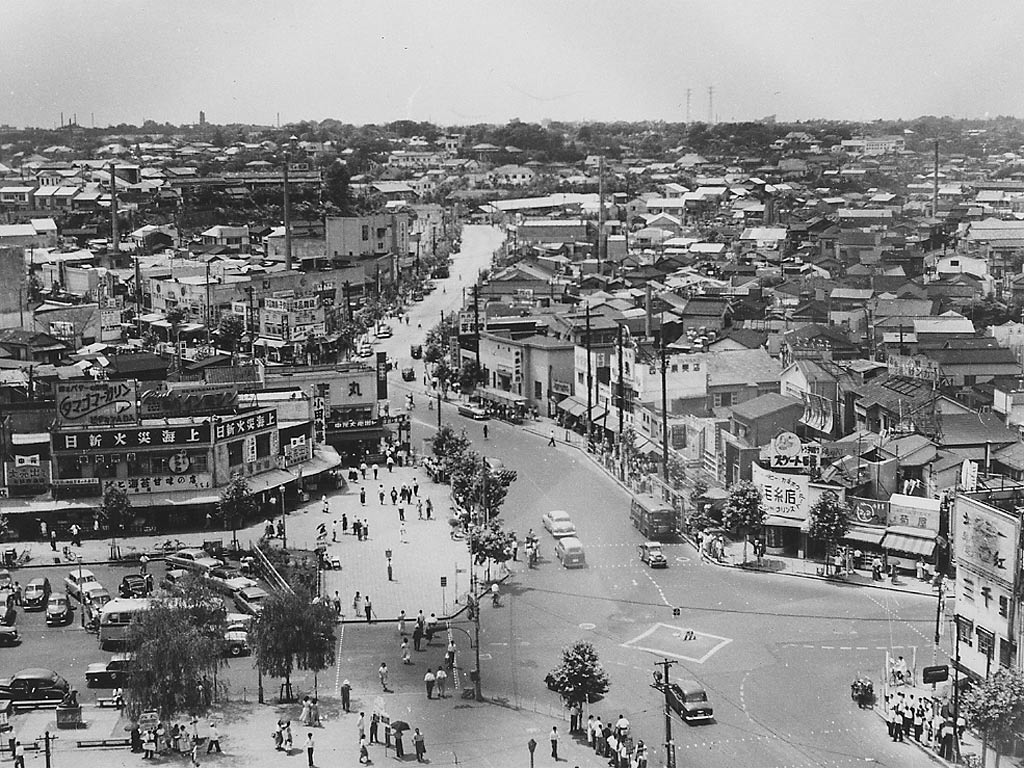
Der Bahnhofsvorplatz Shibuya 1952

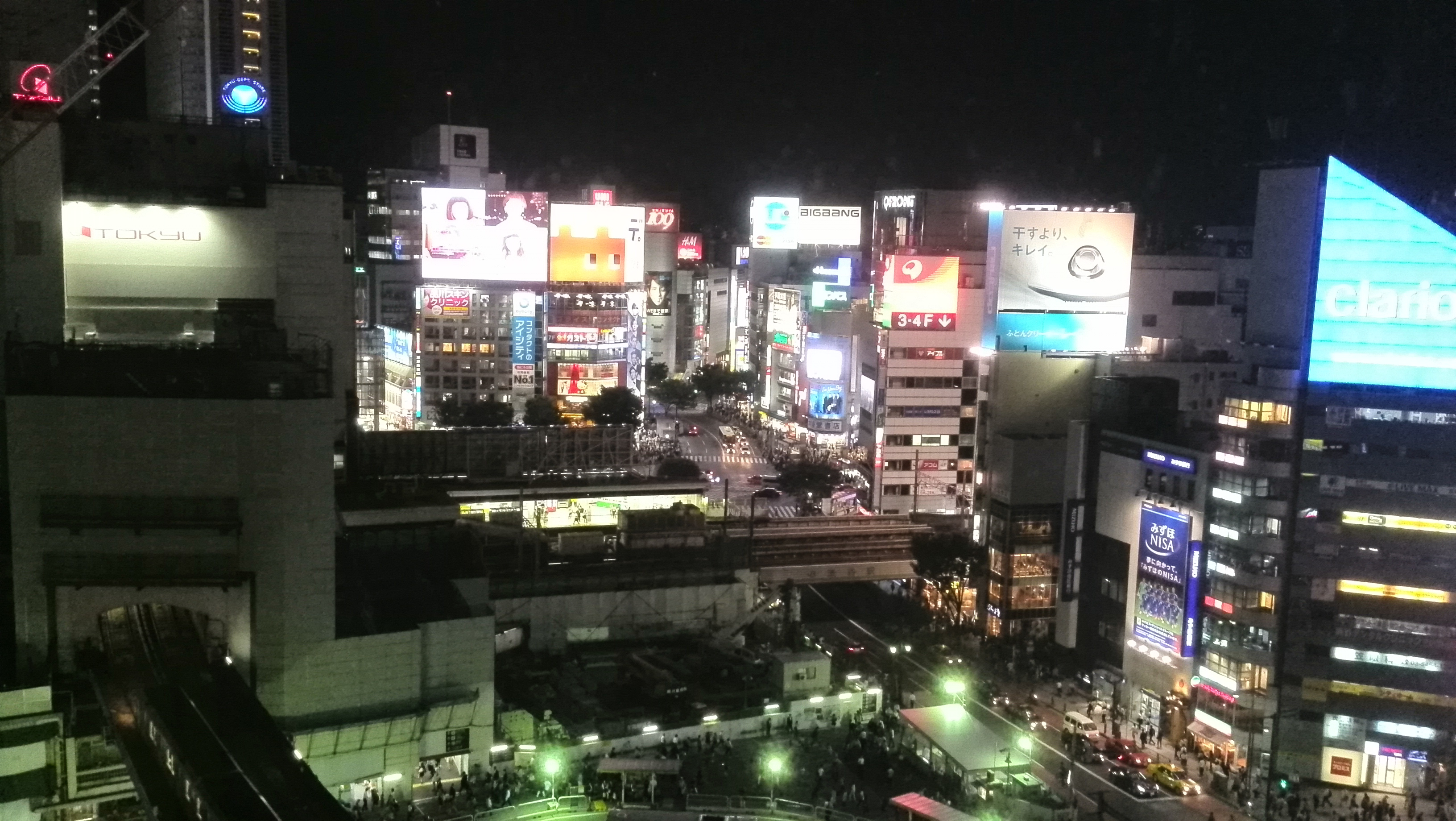
Shibuya am Abend

Shibuya (jap. 渋谷) ist ein Stadtteil des Bezirks Shibuya der japanischen Präfektur Tokio. Er liegt im südwestlichen Zentrum Tokios auf der Ostseite des Bahnhofs Shibuya. Mit zahlreichen Geschäften, Büros und öffentlichen Einrichtungen ist er neben Shinjuku und Ikebukuro eines der drei großen Subzentren (fuku-toshin) im Westen Tokios. Er gliedert sich in vier nummerierte Viertel, chōme, in denen nach der Volkszählung 2005 insgesamt 3.534 Einwohner lebten, die Tagesbevölkerung betrug 72.447. Umgangssprachlich werden meist auch die als Ausgehviertel bekannten Stadtteile westlich des Bahnhofs (Sakuragaokachō, Dōgenzaka, Udagawachō) zu Shibuya gezählt.
Verkehrs- und kommerzielles Zentrum des Stadtteils wie des Bezirks ist der Bahnhof, an dem mehrere U- und Privatbahnlinien an die Yamanote-Linie angeschlossen sind. Am Südende des Bahnhofs treffen sich vor dem Polizeirevier Shibuya die drei wichtigsten Hauptstraßen des Stadtteils: der Roppongi-dōri, über dem auch die Stadtautobahn Nr. 3 (Shibuya-Linie) verläuft, in Ost-West-Richtung, der Meiji-dōri in Nord-Süd-Richtung und der nach Nordosten abzweigende Aoyama-dōri. Nahe der Nordwestecke des Bahnhofs, am Hachikō-guchi („Hachikō-Eingang“) befinden sich zahlreiche Kaufhäuser, unter anderem Seibu, Tōkyū und das 109 gegenüber dem Bahnhof.
Der Ortsname Shibuya bestand bereits seit dem Altertum für die Gegend am Zusammenfluss von Ondengawa und Udagawa zum Shibuyagawa nahe dem heutigen Bahnhof. Bei der Errichtung moderner Gebietskörperschaften 1889 entstand das Dorf Shibuya im Landkreis Minami-Toshima, das 1909 zur Stadt aufgewertet wurde. 1932 schließlich erfolgte die Eingemeindung Shibuyas in die Stadt Tokio, wo es zusammen mit den bisherigen Städten Sendagaya und Yoyohata den Bezirk Shibuya bildete. Bis in die 1930er Jahre entwickelte sich der 1885 eröffnete Bahnhof durch den Anschluss der heutigen Tōkyū-, Keiō- und Ginza-Linien zu einem Verkehrsknotenpunkt und beginnend mit dem (Tōkyū-)Tōyoko-Kaufhaus-Bahnhof zu einem Geschäftszentrum. In der Nachkriegszeit setzte sich die Entwicklung zu einem Einkaufs- und Vergnügungsviertel fort. In jüngerer Zeit Jahren formten IT-Ansiedlungen vor allem südwestlich des Bahnhofs das sogenannte Shibuya Bit Valley.
Die Postleitzahl von Shibuya – des abgegrenzten Stadtteils im engeren Sinne – ist 150-0002. Die heutige Stadtteileinteilung entstand in den 1960er Jahren.